# Andersen
Andersen là một họ có gốc từ vùng Scandinavia (một họ thường thấy ở Đan Mạch và Na Uy). Nó có nghĩa là Con trai của Anders (bắt nguồn từ cái tên Hy Lạp Andreas, có nghĩa là đàn ông hay nam tính). Các dạng khác của họ này là Anderson và Andersson.

## Người mang họ Andersen
- Anja Andersen, huấn luyện viên và cựu cầu thủ bóng ném Đan Mạch
- Hjalmar Andersen, vận động viên trượt băng Na Uy
- Elmer L. Andersen, cựu Thống đốc tiểu bang Minnesota
- Hans Christian Andersen, nhà viết truyện cổ tích nổi tiếng Đan Mạch
- Jim Ronny Andersen, vận động viên cầu lông Na Uy
- Bjørnar Andersen, vận động viên đua xe chó kéo Na Uy
- Anders Andersen (Na Uy), cựu lãnh tụ Đảng Lao động (Na Uy)
- Anders Andersen (Đan Mạch), cựu bộ trưởng Bộ Tài chánh Đan Mạch
- Felicity Andersen, diễn viên Úc
- Stephan Andersen, thủ môn bóng đá Đan Mạch
- Chris Andersen, cựu cầu thủ bóng rổ
- Morten Andersen, cầu thủ bóng bầu dục Đan Mạch
- Ib Andersen, nghệ sĩ Đan Mạch
- Lale Andersen, ca sĩ Đức
- Dorothy Hansine Andersen, bác sĩ đã tìm ra Cystic fibrosis